# Wojciech Fibak
Wojciech Fibak (født 30. august 1952 i Poznań, Polen) er en tennisspiller fra Polen. Han var blandt verdens bedste tennisspillere i 1970'erne og 1980'erne og vandt i løbet af sin karriere én grand slam-titel: Australian Open-mesterskabet i herredouble i 1978 med Kim Warwick som makker.
Han vandt 15 ATP-turneringer i single og 52 ATP-titler i double.
Fibak opnåede sin bedste placering som nr 2 på ATP's verdensrangliste i double den 5. februar 1979, og i single toppede hans karriere som nr. 10 på ranglisten den 25. juli 1977.